# بشرة

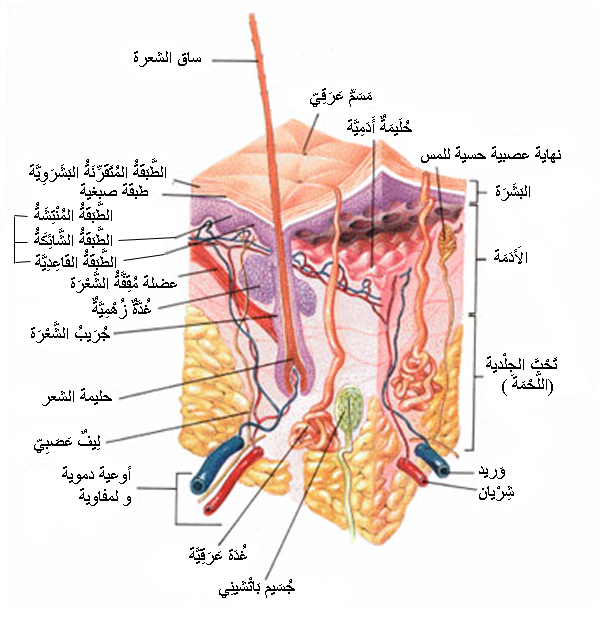
قطاع عرضي يبين جميع طبقات الجلد

.

البشرة (بالإنجليزية: Epidermis)، طبقة الجلد الخارجية. وهي الطبقة العليا في الجلد، أما الطبقة السفلى أو الداخلية فتسمى الأدمة. تعمل البشرة كعازل أو واقي ضد مسببات الأمراض المختلفة الموجودة في البيئة. كما أنها تنظم كمية الماء المُفرز من الجسم للجو
الجزء الخارجي من البشرة يتكون من ظِهارَة حَرشَفِيَّة مُطبقة الخَلايَا تستقر على طبقة قاعدية تتكون من خلايا اسطوانية منتظمة عمودياً.

## التركيب

### المكونات الخلوية للبشرة
لا توجد أية إمدادات دموية لطبقة البشرة ويتم تغذيتها تقريبا وكلياً من قبل الأكسجين منتشر في الهواء المحيط. الخلايا الكيراتينية تشكل حوالي 95% والباقي عبارة عن خلايا ميلانينية، خلايا لانغرهانس، وخلايا مِركِل، وخلايا التهابية.

### تعريف
البشرة هي الجزء الظاهري الذي يحدث فيه الانتشار الخلوي والتجديد. تذكر أن الصفائح الظهارية هي الأوعية الدموية: البشرة ليست استثناء من هذه القاعدة. لا توجد أوعية دموية تمر من خلاله، على الرغم من أن البعض يركض بالقرب منه. ولا توجد بالفعل بنى عصبية في البشرة المناسبة. تقع في الطبقة التالية تحتها.

### طبقات البشرة
تنتظم خلايا البشرة من القاعدة وحتى السطح في أربع أو خمس طبقات على حسب مكان الجلد في الجسم كالتالي:

#### الطبقة القاعدية
الطبقة القاعدية (stratum basale/germinativum) وهي طبقة واحدة من الخلايا الطويلة التي تستقر على الغشاء القاعدي basement membrane. حوالي ربع الخلايا هي من الخلايا الملونة melanocytes وهي تحتوي على صبغة الميلانين وتنتجها، وهذه هي صبغة الجلد والشعر. هناك حالة تدعى المهق (Albinism) وهي صفة وراثية متنحية تكون فيها الخلايا عاجزة عن إنتاج الميلانين. يكون المصاب فاتح اللون جدا وقزحية عينيه أيضاً تفتقر إلى الصبغة، وقد يكون لونها أزرق. ويكون حساس للضوء والشمس. تحتوي هذه الطبقة أيضاً على خلايا مركل وتوجد بأعداد كبيرة في المناطق الحساسة باللمس مثل الشفتين وأطراف الأصابع. ترتبط تلك الخلايا ارتباطاً وثيقاً بالأعصاب الجلدية ومن الواضح أنها تلعب دوراً في الحس باللَّمْسِ الخَفيف.

### الطبقة الشائكة
الطبقة الشائكة (Stratum spinosum) وهي الطبقة الثانية في طبقات خلايا الجلد: هذه الطبقة مكونة من طبقات من خلايا الجلد المكعبة. تتصل الخلايا ببعضها بواسطة مناطق اتصال بين كل خلية وأخرى اسمها، لذلك يصبح شكل الخلايا مثل الشوكي إذا اخذتها وصبغتها ولهذا تسمى بالطبقة الشوكية، وتبدأ بإفراز الأجسام الصفاحية "lamellar bodies" التي تكون غنية بالدهون، الشَحميات السِّفنغولية السكرية، الدهون الفسفورية، الستيرول والانزيمات التقويضية.
كلما صعدت إلى أعلى كلما زاد تلون أنوية الخلايا وتسمى هذه الصفة التغلُّظ "pyknosis" وهي أول علامة على بدء موت الخلايا. والسبب هو أن وصول الغذاء والماء إلى هذه الخلايا يحدث بطريقة الانتشار من الطبقة الأسفل منها فكلما تكونت خلايا جديدة دفعت التي فوقها إلى أعلى فيقل وصول الماء والغذاء إلى الخلايا العليا فتستعمل ما كانت تخزنه.
توجد خلايا لانغرهانس -وهي خلايا مناعية نشطة- في منتصف هذه الطبقة.
الخلايا التي في هذه الطبقة تصنع الياف intermediate filaments اسمها الكيريتن keratin وهي تشد الخلايا ببعضها وتساعد الخلايا على البقاء متماسكة.

### الطبقة الحبيبية
الطبقة الحبيبية (Stratum granulosum) توجد هذه الطبقة في الجلد السميك مثلا راحة اليد لكنها تكون رقيقة إذا كان الجلد رقيق. تكون الخلايا شكها حرشفي squamous وتكون طبقة إلى 3 طبقات، وفيها حبيبات تنصبغ بالصبغة القاعدية basophilic granules وهي keratohyalin granules وهي لا ترتبط بالغشاء. هناك حبيبات تلتصق بغشاء الخلية وتحتوي على حبيبات دهنية مما يمنع الماء من الدخول من الخارج إلى داخل الجسم. لكنها أيضا تمنع الغذاء من الوصول إلى الخلايا ولهذا تموت الخلايا في الطبقة التي تكون فوق هذه الطبقة.

### الطبقة الشفافة
الطبقة الشفافة (Stratum lucidum) معناها في اللاتيني الطبقة الشفافة. وهي طبقة رقيقة من الخلايا الميتة وتبدو شفافة تحت الميكروسكوب. تحتوي على مادة شفافة اسمها إيلِيدِين "eleidin" والتي تتحول إلى الكيراتين. هذه الطبقة موجودة في جلد راحة اليد وجلد راحة القدم فقط، ولذلك يطلق على جلد راحتي اليد وراحيت القدم «الجلد السميك» لأن البشرة فيهما تتكون من 5 بدلاً من 4.

### الطبقة القرنية
الطبقة القرنية (Stratum corneum) وهي الطبقة الخارجية من الجلد وهي متكونة من طبقات من الخلايا الميتة التي لا توجد فيها انوية (Non-nucleated keratinized cell). كلما سقطت الخلايا الميتة كلما تحددت من الداخل بخلايا أخرى تصنعها الطبقة القاعدية. وهذه الخلايا تحتوي على الكيريتن وهي بروتين يمنع تبخر الماء من الجلد فيساعد على ان يبقى الجلد رطبا. وتستطيع الخلايا ان تمتص الماء أيضا فتبقى الجلد رطبا. ولهذا نرى الجلد يكرمش على اصابع القدم واليد حين تبقى لفترة طويلة في الماء. هذه الطبقة تكون اثخن في الأماكن التي تتعرض للاستعمال والتلف مثل اليد والقدم. بشكل عام توجد 15-20 طبقة من الخلايا في هذه الطبقة.
مصطلح الطبقة المالبيغية (بالإنجليزية: Malpighian layer) يطلق على كل من الطبقة القاعدية والطبقة الشائكة معاً.

## مواضيع متعلقة
- العناية بالبشرة
- تفتيح البشرة